# Enceinte de Domfront
L'enceinte de Domfront est un ouvrage défensif, du XIIIe siècle, dont les vestiges se dressent sur l'ancienne commune française de Domfront, dans le département de l'Orne, en région Normandie. L'enceinte de la ville est partiellement classée au titre des monuments historiques.

## Localisation
L'enceinte enserre le centre-ville médiéval de Domfront, au sein de la commune nouvelle de Domfront en Poiraie, dans le département français de l'Orne.

## Historique
C'est aux XIIe et XIIIe siècles que le rocher et la ville sont entourés d'une puissante muraille, forte de 24 tours rondes, percée de quatre portes, dont la porte d'Alençon encadrée de deux flanquements cylindriques.
La place eut à soutenir plusieurs sièges : dont un en 1204, sous la conduite de Philippe Auguste, et, lors des guerres de Religion, où elle est prise par le comte de Matignon, avec son locataire, Gabriel Ier de Montgommery. Les remparts urbains furent en partie démantelée, en 1610, après que le château ai fait sa soumission à Henri IV, et elle servit encore, en 1795, de quartier général à Louis de Frotté.

## Description
En 1944, la ville qui subit de nombreux et destructeurs bombardements offre encore un nombre important de vestiges. L'enceinte urbaine est encore bien visible sur son parcours : rue Montgomery, rue des Fossés-Plissons au sud, rue des Barbacanes, à l'est, rue de la Poterne et au Belvédère, sur le font nord. À noter, que les sept tours, du front sud, encore assez bien conservées, sont partiellement noyées dans les maisons particulières.
La place est flanquée de grosses tours rondes à mâchicoulis : tours Guérin-Lécrivain, Lafaye ou Chicault, Coroller (la mieux conservée), Bigeon, Patry, Chemineau, d'Alençon située au-dessus de la promenade des Fossés Plisson, de la poterne au nord, à l'angle de la rue de la Poterne et de la ruelle du Pissot et percée de portes dont la porte de Brière avec ses deux tours jumelles (les tours Godras), aujourd'hui écrêtées.

## Protection
Au titre des monuments historiques :
- les restes des deux tours d'enceinte de l'ancienne poterne du château de Gadras sont classés par arrêté du 9 avril 1929 ;
- les murs d'enceinte de la ville : tours et vestiges de remparts sont classés par arrêté du 13 octobre 1988.

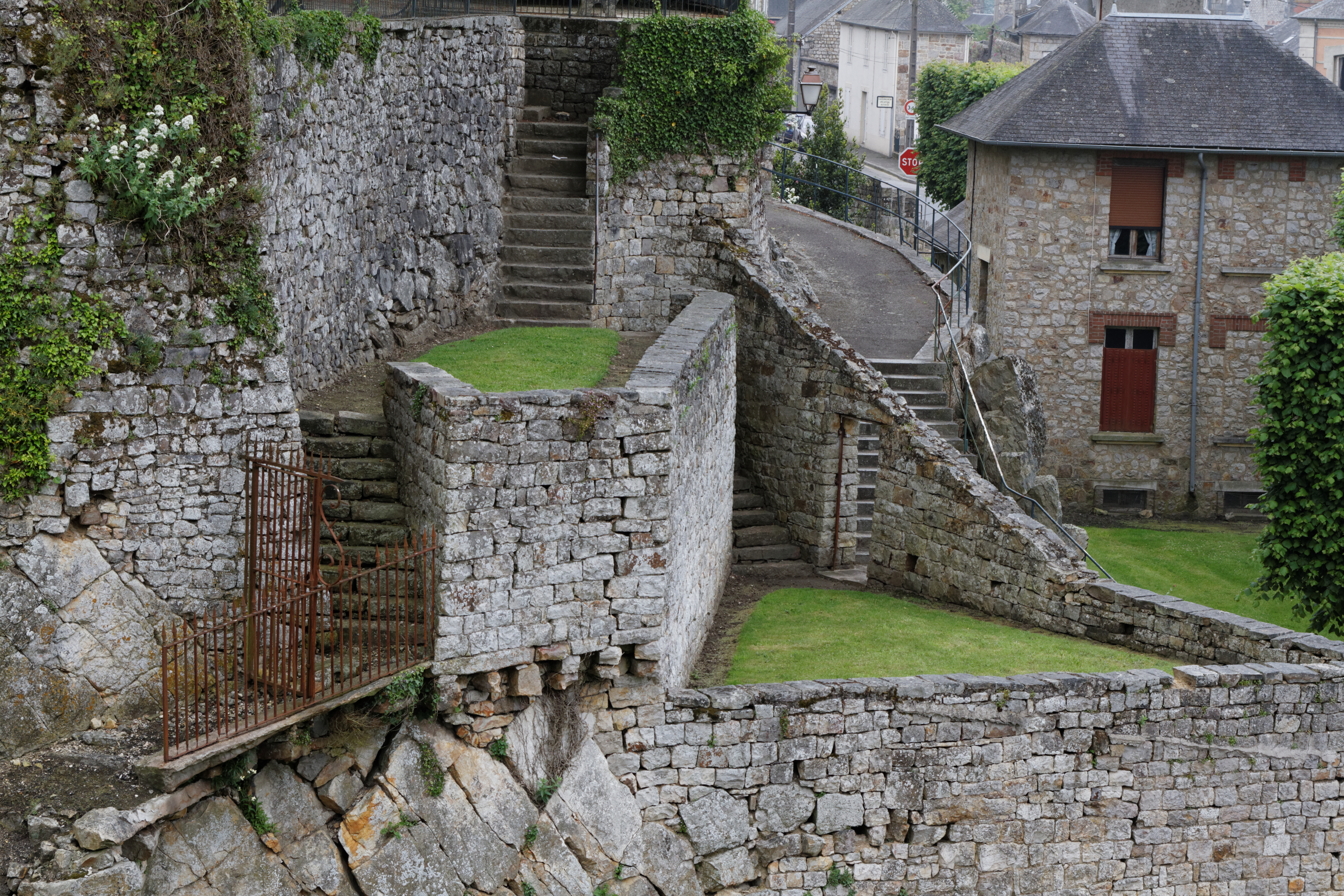
Escaliers.
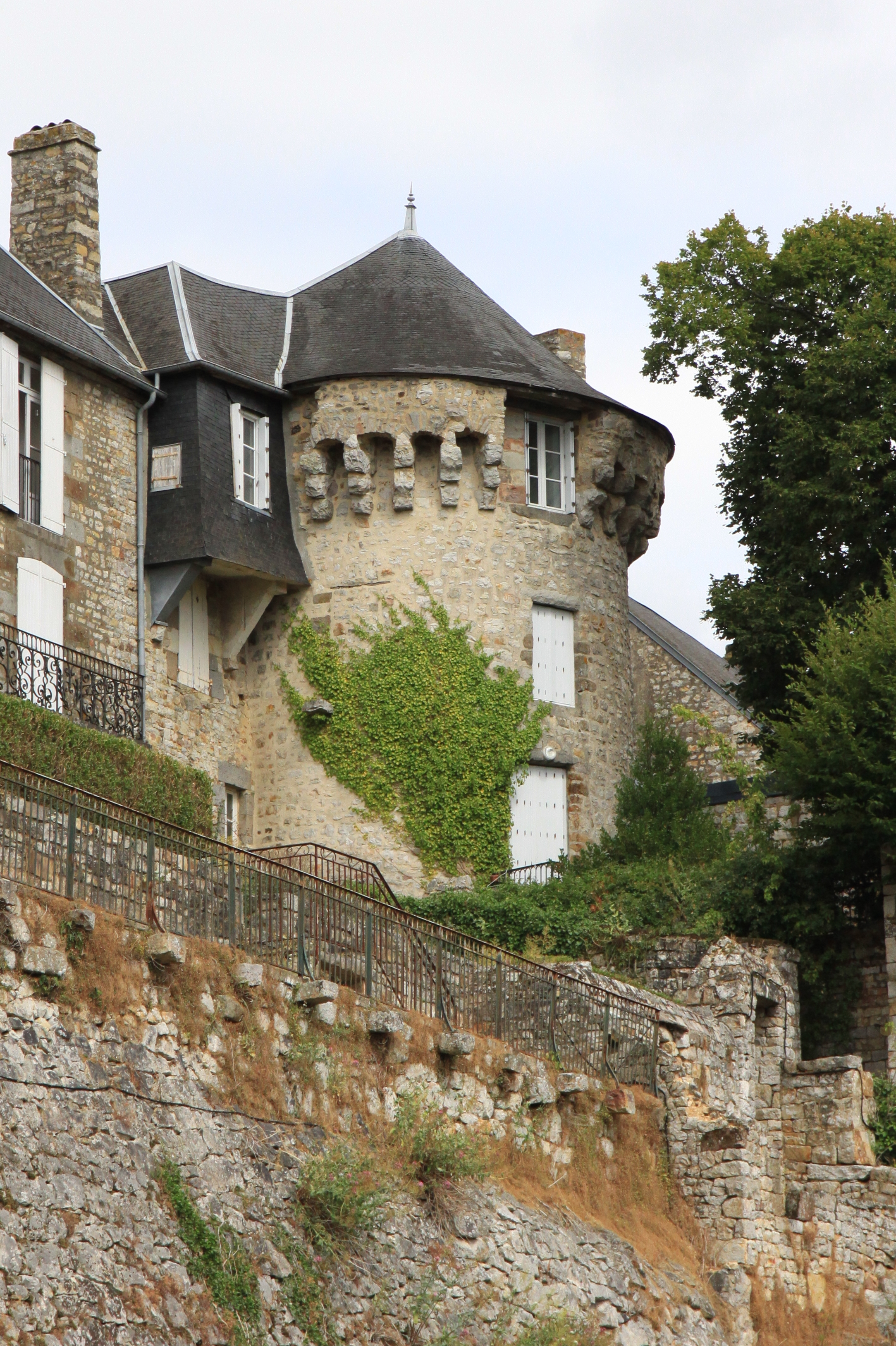
Tour.
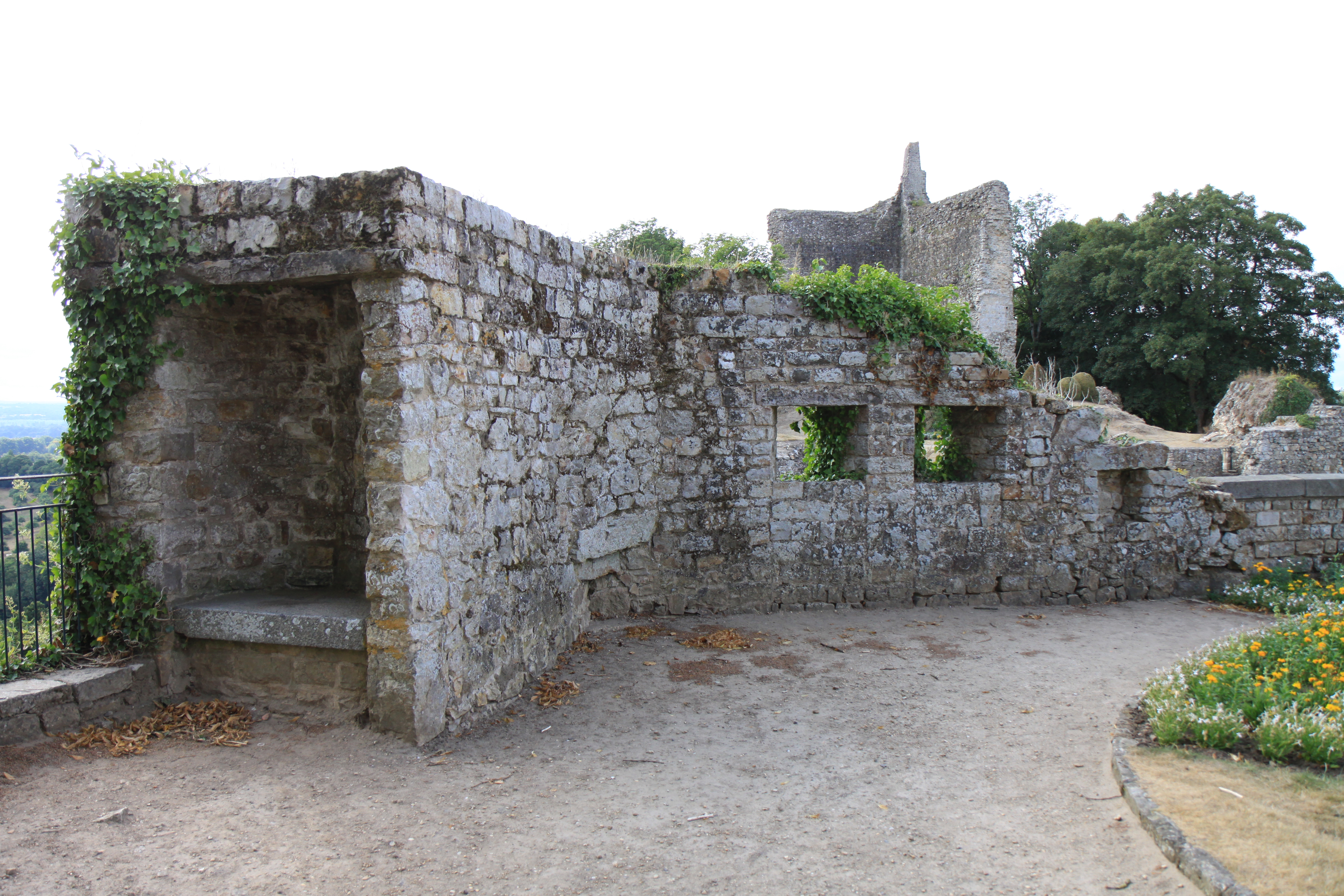
Vestiges.
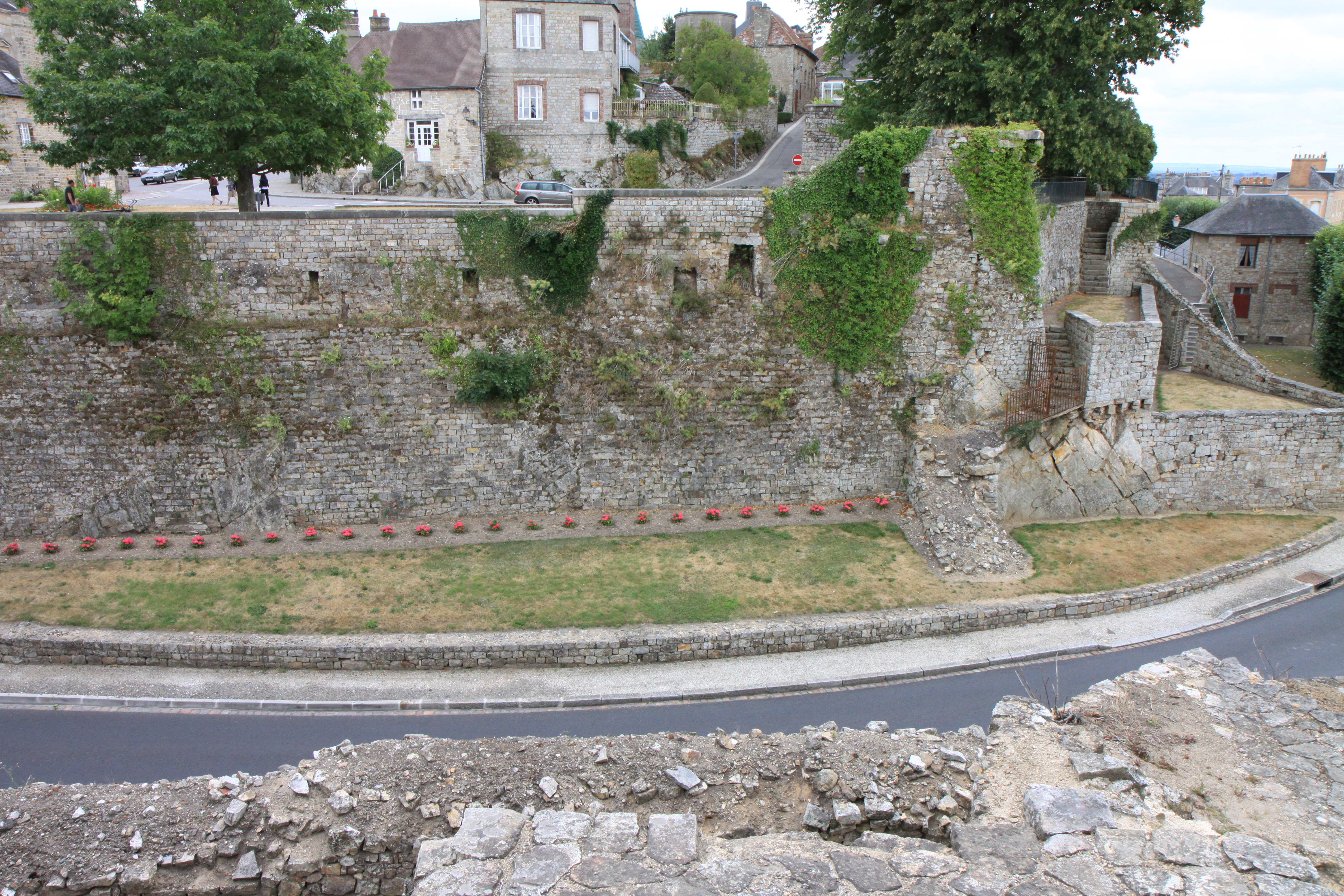
Vestiges.